# Yaqub-Har
Meruserre Yaqub-Har (cách phát âm khác: Yakubher, còn được biết đến như là Yak-Baal) là một pharaon của Ai Cập vào thế kỷ thứ 17 hoặc 16 TCN. Vì ông cai trị Ai Cập trong Thời kỳ Chuyển Tiếp Thứ Hai đầy hỗn loạn, khó có thể xác định được niên đại cho triều đại của ông một cách chính xác, và thậm chí là cả vương triều mà ông thuộc về cũng không chắc chắn.

## Vị trí trong biên niên sử

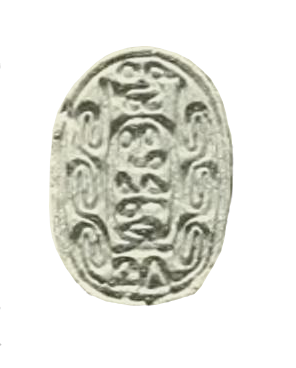
Con dấu bọ hung với đồ hình của Yaqub-Har nằm tại Bảo tàng Anh (EA 40741).

Vương triều mà Yaqub-Har thuộc về hiện đang được tranh luận, với việc Yaqub-Har được coi như là một vị vua thuộc về vương triều thứ 14, một vị vua Hyksos thời kỳ đầu thuộc vương triều thứ 15 hoặc là một chư hầu của các vị vua Hyksos. Yaqub-Har được chứng thực bởi không dưới 27 con dấu bọ hung. Ba trong số đó là tới từ Canaan, bốn từ Ai Cập, một từ Nubia và còn lại 19 con dấu là không rõ lai lịch. Sự phân bố rộng rãi theo địa lý của những con dấu này cho thấy sự tồn tại của các mối quan hệ giao thương giữa khu vực đồng bằng sông Nile, Canaan và Nubia trong thời kỳ Chuyển tiếp Thứ Hai.

### Vương triều thứ Mười Bốn
Vương triều thứ 14 của Ai Cập là một triều đại Canaan, nó cai trị miền đông khu vực đồng bằng châu thổ ngay trước khi người Hyksos đặt chân tới Ai Cập. Nhà Ai Cập học người Đan Mạch Kim Ryholt đã đề xuất rằng Yaqub-Har là một vị vua thuộc giai đoạn cuối của vương triều thứ 14 và là vị vua cuối cùng của vương triều này được biết đến nhờ vào các chứng thực đương thời.
Đầu tiên, Ryholt chỉ ra một con dấu bọ hung của Yaqub-Har mà được phát hiện trong các cuộc khai quật ở Tel Shikmona thuộc Israel ngày nay. Bối cảnh khảo cổ học của con dấu này được xác định là giai đoạn MB IIB (Trung kỳ Đồ Đồng 1750 TCN - 1650 TCN), mà có nghĩa rằng Yaqub-Har đã cai trị trước triều đại thứ 15. Bời vì tên gọi "Yaqub-Har" có thể có một nguồn gốc Tây Semit, nghĩa là "Được bảo vệ bởi Har", Yaqub-Har do đó sẽ là một vị vua thuộc vương triều thứ 14.
Thứ hai, lập luận của Ryholt dựa trên sự quan sát thấy rằng trong khi các vị vua Hyksos đầu tiên của vương triều thứ 15, chẳng hạn như là Sakir-Har, sử dụng tước hiệu Heka-Khawaset, các vị vua Hyksos sau này đã chấp nhận tước hiệu hoàng gia truyền thống của người Ai Cập. Thay đổi này xảy ra dưới triều đại của Khyan người vốn cai trị như là Heka-Khawaset vào giai đoạn đầu triều đại của mình nhưng sau đó đã chấp nhận tên ngai của người Ai Cập Seuserenre. Các vị vua Hyksos sau này, như là Apophis, đã từ bỏ tước hiệu Heka-Khawaset và thay vào đó giữ lại tên ngai truyền thống của người Ai Cập, giống như các vị vua của vương triều thứ 14. Ryholt sau đó chú giải rằng bản thân Yaqub-Har đã luôn sử dụng một prenomen, Meruserre, mà gợi ý rằng hoặc là ông đã cai trị vào giai đoạn cuối vương triều thứ 15 hoặc là một thành viên của vương triều thứ 14 gốc châu Á. Bởi vì vương triều thứ 15 đã kết thúc mà không có một vị vua nào có tên là Meruserre được biết đến, Ryholt kết luận rằng Yaqub-Har là một vị vua của vương triều thứ 14.

### Vương triều thứ Mười Lăm
Mặt khác, Daphna Ben Tor và Suzanne Allen lưu ý rằng những con dấu bọ hung của Yaqub-Har lại gần giống về mặt phong cách với những cái của vị vua Hyksos được chứng thực rõ nhất là Khyan. Điều này gợi ý rằng Yaqub-Har có thể hoặc là một vị vua kế vị trực tiếp của Khyan thuộc về vương triều thứ 15 hoặc là một chư hầu của vị vua Hyksos và đã cai trị một phần vùng châu thổ của Ai Cập dưới quyền Khyan. Theo như Ben-Tor viết, "Bằng chứng ủng hộ cho mối liên kết giữa vương triều thứ 15 và vua Yaqubhar được cung cấp bởi sự tương đồng gần gũi về phong cách giữa những con đồ vật hình bọ hung của ông và những đồ vật hình bọ hung của vua Khayan". Ngoài ra, hình dáng của ký tự wsr được sử dụng trong các tên ngai của vị vua này "chứng tỏ một sự gần gũi về thời gian [giữa Yaqub-Har và Khyan] và phản bác lại sự ấn định của Ryholt cho Yaqub-Har là thuộc về vương triều thứ 14 và Khayan là vương triều thứ 15."